# Carex alba
Carex alba es una especie de planta herbácea de la familia Cyperaceae.

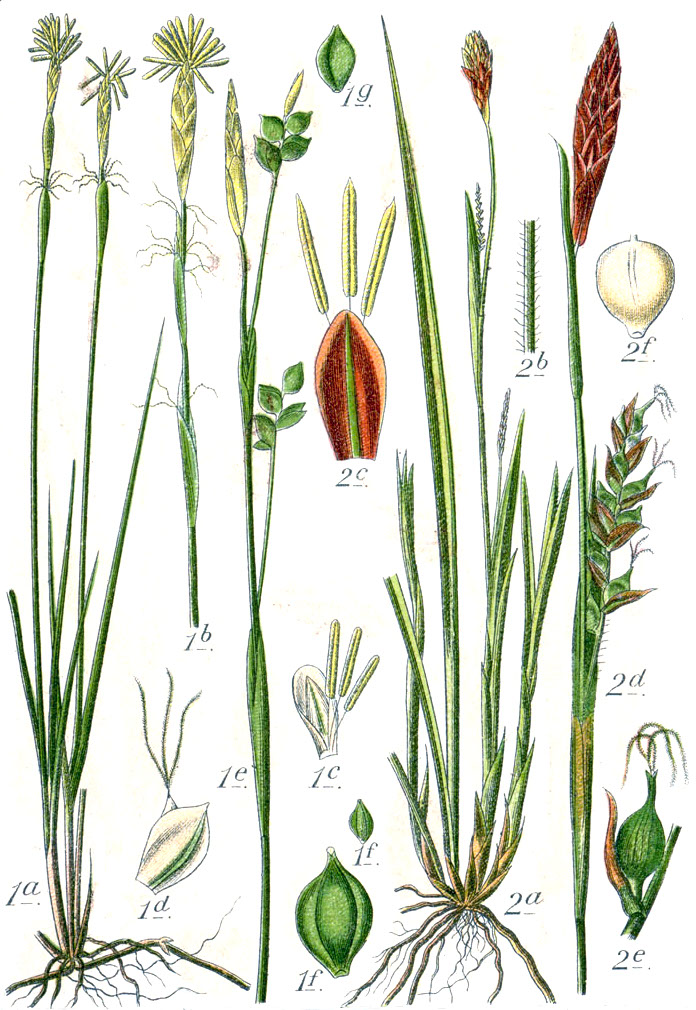
Ilustración izquierda

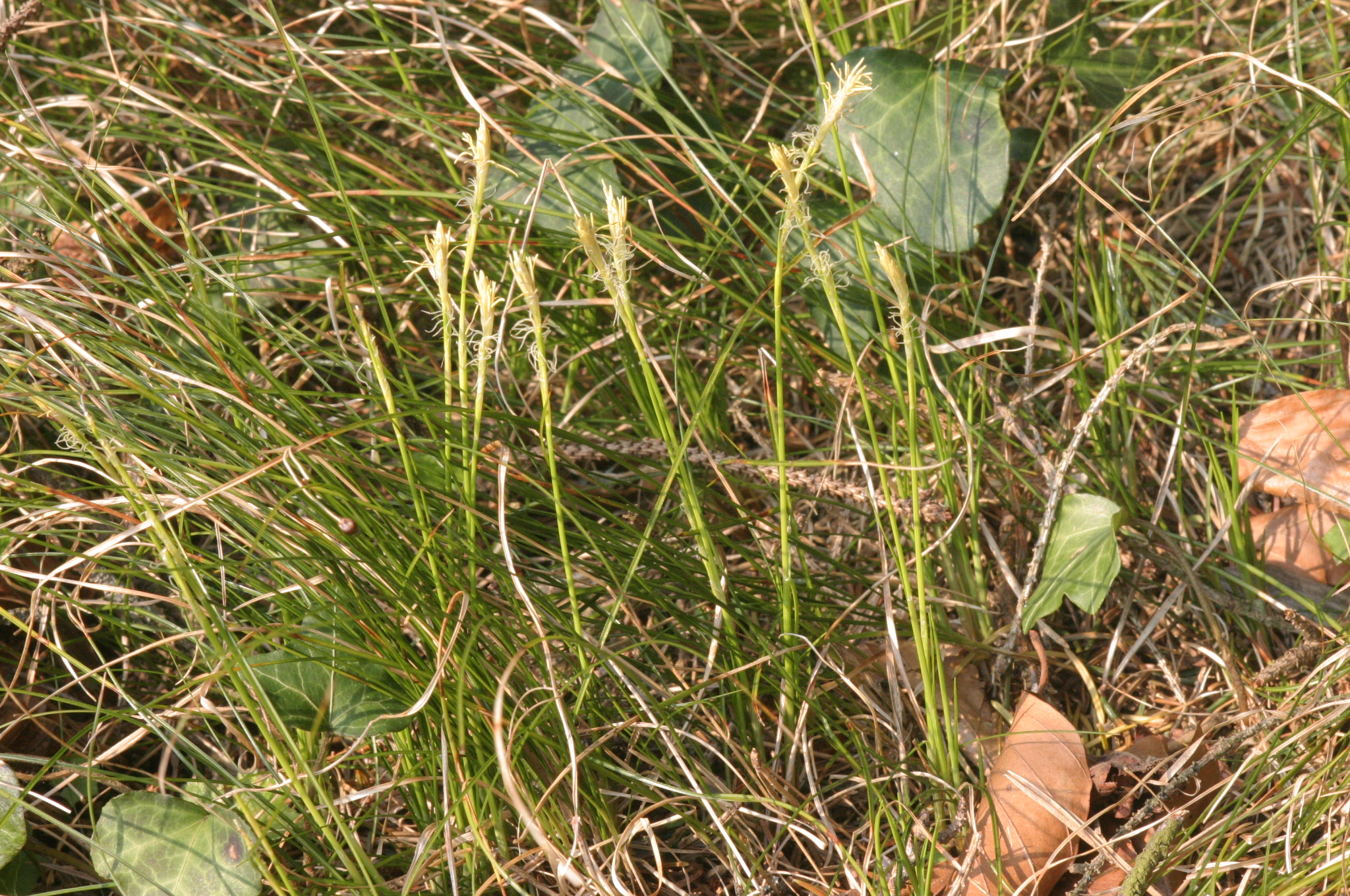
En su hábitat

## Descripción
Es una planta laxamente cespitosa, con rizomas de entrenudos largos y muy delgados. Tallos de 15-30 cm, obtusamente trígonos, lisos. Hojas (0,2)0,5-1(1,8) mm de anchura, de mayor longitud que los tallos, un poco ásperas en los bordes, de enrolladas a planas, ± blandas; lígula menor de 1 mm, de ápice redondeado; sin antelígula; vainas basales con limbo desarrollado, las más inferiores escuamiformes, ± enteras, brillantes, pardas o pajizas. Bráctea inferior glumácea, de menor longitud que la inflorescencia, con una larga vaina hialina. Espiga masculina solitaria, de 8-15(20) mm, linear; espigas femeninas (1)2-3, de 6-8 mm, erectas, ovoides, laxifloras, separadas, pedunculadas, a veces largamente con lo que pueden superar a la masculina. Glumas masculinas obovadas, de ápice redondeado, irregularmente roto, blancohialinas; glumas femeninas anchamente ovales, de ápice redondeado, blanco-hialinas, menores o algo mayores que los utrículos. Utrículos 3-3,5 × 1,2-1,8 mm, suberectos o erecto-patentes, de contorno oval o elíptico, trígonos, con los nervios prominentes, glabros, verdosos o parduscos, no o muy cortamente estipitados, bruscamente estrechados o rara vez gradualmente atenuados en un pico de 0,5-0,8 mm, recto, de ápice truncado y escarioso, liso. Aquenios 1,8-2,1 × 1,1-1,3 mm, de contorno ± elíptico, trígonos con las caras planas, de color pardo.

## Distribución y hábitat
Se encuentra en los prados y bosques secos; a una altitud de 500-1500 metrosen la Región Eurosiberiana. Puntos aislados del Pirineo oriental.

## Taxonomía
Carex alba fue descrita por  Giovanni Antonio Scopoli y publicado en Flora Carniolica, Editio Secunda 2: 216. 1772.
Citología
Número de cromosomas de Carex alba (Fam. Cyperaceae) y táxones infraespecíficos: 2n = 54
Etimología
Ver: Carex
alba; epíteto latino  que significa "blanca".
Sinonimia
- Carex ajanensis Vorosch.
- Carex alba f. aprica Kük.
- Carex argentea J.F.Gmel.
- Carex argentea Vill.
- Carex inclusa Turcz. ex Boott
- Carex nemorosa Schrank[4][5]